# Wachsz (osiedle)
Wachsz (tadż. Вахш) – osiedle typu miejskiego w Tadżykistanie (wilajet chatloński); 15 700 mieszkańców (2006). Ośrodek przemysłowy.